# Diplopseustis selenalis
Diplopseustis selenalis là một loài bướm đêm trong họ Crambidae.